# Wakeford-Nunatak
Der Wakeford-Nunatak ist ein kleiner, 757 m hoher Nunatak im ostantarktischen Mac-Robertson-Land. Er ragt 5 km östlich der Central Masson Range in den Framnes Mountains auf.
Im Rahmen der Australian National Antarctic Research Expeditions wurde der Nunatak anhand von Luftaufnahmen aus dem Jahr 1960 kartiert und von einer Erkundungsmannschaft im Jahr 1962 besucht. Das Antarctic Names Committee of Australia (ANCA) benannte ihn nach Reg Wakeford, Koch auf der Mawson-Station im Jahr 1962.